# رید دو
رید دو (به انگلیسی: Rhyd Ddu) یک روستا در بریتانیا است که در گوینز واقع شده‌است. رید دو ۳۷ نفر جمعیت دارد.